# Enjoy the Silence
Enjoy the Silence è un singolo del gruppo musicale britannico Depeche Mode, pubblicato il 5 febbraio 1990 come secondo estratto dal settimo album in studio Violator.
Con questo brano il gruppo vinse nel 1991 i BRIT Award nella categoria miglior singolo britannico.

## Descrizione
Il brano, composto da Martin Lee Gore, viene registrato nel 1989 per diventare il secondo singolo estratto dall'album Violator, pubblicato sul mercato mondiale l'anno successivo, che sorpassa ampiamente il milione di copie vendute solo nella prima settimana, confermando per i Depeche Mode il successo internazionale.
Il 5 febbraio 1990 è pubblicato nel Regno Unito come ventiquattresimo singolo e secondo prima dell'uscita di Violator. Il 27 febbraio 1990 viene messo in commercio anche negli Stati Uniti d'America.
Quando Gore scrisse Enjoy the Silence, la canzone doveva essere una lenta e piacevole ballata in Do minore; la versione demo, tutt'oggi reperibile in edizioni limitate del singolo (tra cui spicca quella in vinile 12"), è suonata semplicemente con l'harmonium e cantata dallo stesso Gore.
Alan Wilder individuò nella canzone un potenziale successo, così, compose una diversa struttura della stessa che piacque molto al gruppo. Alla versione finale del pezzo si "aggiunse" la voce di David Gahan.

## Video musicale
Il video, diretto da Anton Corbijn, è uno dei più celebri del gruppo inglese: Dave, travestito da re e con in mano una sdraio (chiara ispirazione a Il Piccolo Principe di Antoine de Saint-Exupéry), attraversa differenti locazioni (sulle Alpi innevate in Svizzera, in Gran Bretagna a Balmoral, in Portogallo). L'idea di Corbijn era quella di un re che possedeva tutto ciò che si possa desiderare, ma che cercava solo un posto dove sedersi. L'idea fu rifiutata dal gruppo, e fu girato un video, nel 1990, sul tetto di una delle "torri gemelle" del World Trade Center di New York. In seguito il video come voleva il regista, con Dave vestito da re, fu girato. Durante i cambi scenografici, appaiono rapidamente sullo schermo la rosa (simbolo di Violator) e i 4 componenti del complesso in diverse pose.
Nel 2008 il gruppo musicale pop britannico Coldplay si è ispirato al cortometraggio di Corbjin per la realizzazione di uno dei due video relativi al singolo Viva la vida: anche qui il frontman Chris Martin, vestito da re, si muove in vari luoghi, tra cui una città in miniatura.

## Tracce
Testi e musiche di Martin Lee Gore.
CD (Regno Unito)
1. Enjoy the Silence (Single Version) – 4:16
2. Enjoy the Silence (Hands and Feet Mix 3" Edit) – 6:41
3. Enjoy the Silence (Ecstatic Dub Edit) – 5:45
4. Sibeling (Single Version) – 3:15

CD maxi (Regno Unito)
1. Enjoy the Silence (Single Version) – 4:15
2. Memphisto (Single Version) – 4:02
3. Enjoy the Silence (Hands and Feet Mix 3" Edit) – 6:41
4. Enjoy the Silence (Ecstatic Dub Edit) – 5:45
5. Sibeling (Single Version) – 3:15
6. Enjoy the Silence (Ecstatic Dub) – 5:54
7. Enjoy the Silence (Harmonium) – 2:41
8. Enjoy the Silence (Ricki Tik Tik Mix Promo Version) – 5:59
9. Enjoy the Silence (The Quad: Final Mix) – 15:30

7" (Regno Unito)
- Lato A

1. Enjoy the Silence (Single Version) – 4:15

- Lato B

1. Memphisto (Single Version) – 4:02

12" (Regno Unito) – 1ª versione
- Lato A

1. Enjoy the Silence (Single Version) – 4:15
2. Enjoy the Silence (Hands and Feet Mix) – 7:18

- Lato B

1. Enjoy the Silence (Ecstatic Dub) – 5:54
2. Sibeling (Single Version) – 3:14

12" (Regno Unito) – 2ª versione
- Lato A

1. Enjoy the Silence (Bass Line) – 7:40
2. Enjoy the Silence (Harmonium) – 2:41

- Lato B

1. Enjoy the Silence (Ricki Tik Tik Mix) – 5:27
2. Memphisto (Single Version) – 4:05

12" (Regno Unito)– 3ª versione
- Lato A

1. Enjoy the Silence (Bass Line) – 7:40

- Lato B

1. Enjoy the Silence (Hands and Feet Mix 3" Edit) – 6:41
2. Enjoy the Silence (Single Version) – 4:15

12" (Regno Unito) – 4ª versione
- Lato A

1. Enjoy the Silence (The Quad: Final Mix) – 15:30

CD (Stati Uniti)
1. Enjoy the Silence (Single Version) – 4:15
2. Enjoy the Silence (Hands and Feet Mix) – 7:18
3. Sibeling (Single Version) – 3:15
4. Enjoy the Silence (Bass Line) – 7:40
5. Enjoy the Silence (Ecstatic Dub) – 5:54
6. Memphisto (Single Version) – 4:02
7. Enjoy the Silence (Ricki Tik Tik Mix Promo Version) – 5:59
8. Enjoy the Silence (Harmonium) – 2:41

12" (Stati Uniti)
- Lato A

1. Enjoy the Silence (The Quad: Final Mix) – 15:27
2. Enjoy the Silence (Ecstatic Dub) – 5:54

- Lato B

1. Enjoy the Silence (Bass Line) – 7:40
2. Enjoy the Silence (Hands and Feet Mix) – 7:20
3. Memphisto (Single Version) – 4:05

## Formazione
Hanno partecipato alle registrazioni, secondo le note di copertina di Violator:
Gruppo
- Alan Wilder – strumentazione, voce
- David Gahan – voce principale, strumentazione
- Andrew Fletcher – strumentazione, voce
- Martin Gore – strumentazione, voce

Produzione
- Depeche Mode – produzione
- Flood – produzione, missaggio
- Daniel Miller – missaggio
- Pino Pischetola – ingegneria del suono
- Peter Iversen – ingegneria del suono
- Steve Lyon – ingegneria del suono
- Goh Hotoda – ingegneria del suono
- Alan Gregorie – ingegneria del suono
- Dennis Mitchell – ingegneria del suono
- Phil Legg – ingegneria del suono
- Daryl Bamonte – assistenza tecnica
- Dick Meaney – assistenza tecnica
- David Browne – assistenza tecnica
- Mark Flannery – assistenza tecnica
- Ricky – assistenza tecnica
- Anton Corbijn – copertina
- Area – copertina

## Accoglienza
Enjoy the Silence divenne uno dei singoli di maggior successo dei Depeche Mode, che non riusciva a raggiungere un buon piazzamento come questo sin dai primi anni ottanta. Il brano scalò la Official Singles Chart raggiungendo il sesto posto dove rimase per tre settimane. Questo fu il miglior risultato dai tempi di People Are People che raggiunse la quarta posizione nel 1984, solo altri due singoli dei Depeche Mode ottennero una posizione alta come la sesta: See You (1982) ed Everything Counts (1983).
Inoltre la canzone si piazzò nella top 10 della Billboard Hot 100 statunitense, l'unica del gruppo ad aver raggiunto tale traguardo. Allora l'unico singolo che fu tra le prime venti di quella classifica fu sempre People Are People, il quale riuscì a classificarsi 13º.

## Versioni
Più versioni della canzone, però, sono maggiormente note al pubblico (escludendo il remix del 2004): si annoverano una versione radiofonica senza arrangiamento introduttivo (ripreso poi esclusivamente nel video del singolo) e la frase "Enjoy the silence" pronunciata da Gahan; e due "album version", una presente in Violator di 6:10, che si conclude con oltre 2 minuti di arrangiamento e l'espressione "Crucified!" esclamata da Andrew Fletcher, l'altra presente nelle raccolte The Singles 86-98 e The Best of Depeche Mode, Volume 1 dove il titolo della canzone, emesso da Dave Gahan nella versione del '90, è rimosso dal registrato.

## Classifiche
| Classifica (1990)                 | Posizione massima |
| --------------------------------- | ----------------- |
| Australia                         | 71                |
| Austria                           | 13                |
| Belgio (Fiandre)                  | 4                 |
| Canada                            | 14                |
| Danimarca                         | 1                 |
| Finlandia                         | 3                 |
| Francia                           | 9                 |
| Germania                          | 2                 |
| Irlanda                           | 3                 |
| Italia                            | 5                 |
| Nuova Zelanda                     | 40                |
| Paesi Bassi                       | 5                 |
| Regno Unito                       | 6                 |
| Spagna                            | 1                 |
| Stati Uniti                       | 8                 |
| Stati Uniti (alternative)         | 1                 |
| Stati Uniti (dance club)          | 6                 |
| Stati Uniti (dance singles sales) | 2                 |
| Svezia                            | 5                 |
| Svizzera                          | 2                 |

## Riconoscimenti
- Q - "Top 100 Singles Of All Time" (85º posto)
- Robert Dimery - "1001 Songs You Must Hear Before You Die"

## Enjoy the Silence 04
Il 18 ottobre 2004 il gruppo ripubblicò una versione del brano nella raccolta Remixes 81-04, dalla quale è stato l'unico singolo estratto.
Tale versione è stata realizzata e prodotta da Mike Shinoda, rapper e polistrumentista dei Linkin Park, e si caratterizza per le sonorità marcatamente alternative metal. Del triplo album di tracce remixate, Enjoy the Silence rappresenta l'ultima traccia del terzo CD.

### Video musicale
Il video, diretto da Uwe Flade, mostra una palazzina commerciale nel quale comincia a crescere una pianta a velocità elevata, che si estenderà sul tetto dell'edificio e che prenderà la forma della tipica rosa (simbolo del singolo originale e di Violator). Intanto si vedono gli occupanti dello stabile che scappano. Nei monitor che scorrono nella storyline sono visibili frammenti dei DVD live Devotional e di One Night in Paris: The Exciter Tour 2001 e della diretta TV del live di Colonia del Singles Tour del 1998.

### Tracce
Testi e musiche di Martin L. Gore.
CD – parte 1 (Europa)
1. Enjoy the Silence (Reinterpreted by Mike Shinoda) – 3:32
2. Halo (Goldfrapp Remix) – 4:22

CD – parte 2 (Europa)
1. Enjoy the Silence (Timo Maas Extended Remix) – 8:41
2. Enjoy the Silence (Ewan Pearson Remix) (Radio Edit) – 3:33
3. Something to Do (Black Strobe Remix) – 7:11

CD – parte 3 (Europa)
1. Enjoy the Silence (Richard X Extended Mix) – 8:22
2. Enjoy the Silence (Ewan Pearson Extended Remix) – 8:39
3. World in My Eyes (Cicada Remix) – 6:18
4. Mercy in You (The BRAT Mix) – 7:03

12" (Regno Unito)
- Lato A

1. Enjoy the Silence (Timo Maas Extended Remix) – 8:41

- Lato B

1. Enjoy the Silence (Ewan Pearson Extended Remix) – 8:39

CD maxi (Stati Uniti)
1. Enjoy the Silence (Reinterpreted by Mike Shinoda) – 3:32
2. Enjoy the Silence (Timo Maas Extended Remix) – 8:41
3. Enjoy the Silence (Ewan Pearson Extended Remix) – 8:39
4. Enjoy the Silence (Richard X Extended Mix) – 8:22
5. World in My Eyes (Cicada Remix) – 6:18
6. Something to Do (Black Strobe Remix) – 7:11

12" (Stati Uniti)
- Lato A

1. Enjoy the Silence (Timo Maas Extended Remix) – 8:41
2. Enjoy the Silence (Ewan Pearson Extended Remix) – 8:39

- Lato B

1. Enjoy the Silence (Richard X Extended Mix) – 8:22
2. World in My Eyes (Cicada Remix) – 6:18

### Formazione
- Dave Gahan – voce
- Martin Gore – voce
- Mike Shinoda – chitarra, basso, pianoforte, tastiera, batteria
- Rob Bourdon – batteria

### Classifiche
| Classifica (2004)                 | Posizione massima |
| --------------------------------- | ----------------- |
| Austria                           | 48                |
| Belgio (Fiandre)                  | 59                |
| Belgio (Vallonia)                 | 25                |
| Finlandia                         | 13                |
| Francia                           | 18                |
| Germania                          | 5                 |
| Italia                            | 10                |
| Paesi Bassi                       | 46                |
| Regno Unito                       | 7                 |
| Spagna                            | 4                 |
| Stati Uniti (dance club)          | 25                |
| Stati Uniti (dance singles sales) | 1                 |
| Svezia                            | 31                |
| Svizzera                          | 44                |

## Cover
Il singolo è anche trattato da altri artisti quali Tori Amos (in una versione al pianoforte), gli HIM e i Lacuna Coil in chiave gothic metal, i Breaking Benjamin in chiave alternative metal, i Nada Surf in chiave indie rock, le Tulia in chiave folk, i Keane e i Cluster. Il gruppo space rock Failure ha realizzato una cover presente nell'album tributo For the Masses, che è stata successivamente riregistrata e pubblicata come singolo nel 2020.
Tra le reinterpretazioni più particolari spicca il riarrangiamento del compositore Eric Whitacre, concepito per coro.